# 小林拓一郎
小林 拓一郎（こばやし たくいちろう、1979年8月23日 - ）は、名古屋のラジオ局ZIP-FMのナビゲーター。愛知県豊川市出身。通称は「コバタク」。

## 人物
愛知県立国府高等学校、オレゴン州立大学卒業。
2004年にZIP-FMのオーディションでグランプリを受賞し、同局のDJとなる。趣味はバスケットボールなど。
2008年9月から刈谷市を本拠地とする男子バスケットボールチーム、シーホース三河のホームコートアナウンサーをしている。また、同じく刈谷市を本拠地とする女子バスケットボールチーム、デンソーアイリスも担当。
2010年に、豊川市観光協会により、とよかわ観光大使に任命された。2011年には、豊川いなり寿司のイメージキャラクタいなりんのプロモーションビデオにも、出演している。
愛称の「コバタク」は小林がDJデビューする1週間前に先輩であるケン・マスイの番組を見学に行った際、マスイから命名されたものである。

## 担当番組
現在の担当番組
- get ready 毎週月～木曜 11:30～14:00　2024年4月～

過去の担当番組
- CROSS×OVER 毎週月・火曜 25:00～28:00　2005年4月～2006年3月
- SUNDAY COASTER 毎週日曜 17:00～20:00　2005年4月～2007年3月
- RADIMO FREAK 毎週木曜 25:00～28:00　2006年4月～2007年3月、毎週水・木曜 24:00～27:00　2007年4月～2008年3月
- SATURDAY GO AROUND 毎週土曜 15:00～19:00　2007年4月～2009年3月
- DO THE ROCK 毎週火曜 24:00～27:00　2008年4月～2009年3月
- MORNING CHARGE 毎週月～金曜 6:00～9:00　2009年4月～2018年3月
- tTime 毎週月～木曜 15:00～17:00　2018年4月～2020年3月
- Mirror Park 毎週月～木曜 21:00～23:00　2020年4月～2022年3月31日
- Blissful Time 毎週月～木曜 11:30～14:00　2022年4月～2024年3月

不定期
- HAPPY DINIMYTE 毎年元旦
- BATTLE OF THE HITS 毎年元旦